# 前491年
| 千纪： | 前1千纪 |
| 世纪： | 前6世纪 \| 前5世纪 \| 前4世纪 |
| 年代： | 前520年代 \| 前510年代 \| 前500年代 \| 前490年代 \| 前480年代 \| 前470年代 \| 前460年代 |
| 年份： | 前496年 \| 前495年 \| 前494年 \| 前493年 \| 前492年 \| 前491年 \| 前490年 \| 前489年 \| 前488年 \| 前487年 \| 前486年                                                                                             |
| 纪年： | 周敬王二十九年 魯哀公四年 齊景公五十七年 晉定公二十一年 秦惠公十年 楚昭王二十五年 宋景公二十六年 卫出公二年 陳湣公十一年 蔡昭侯二十八年 曹伯阳十一年 郑声公十年 燕孝公二年 吴王夫差五年 越王勾踐六年 杞僖公十五年 |

## 大事記
- 趙氏邯鄲之爭以晉陽的趙簡子控制邯鄲為終。
- 蔡昭侯將赴吳國朝覲，大夫公孫翩射殺蔡昭侯。大夫文之鍇率眾殺公孫翩，立太子朔，是為蔡成侯。
- 楚國滅密國。
- 滕頃公結卒，子滕隱公虞毋嗣位。
- 吳王夫差放越王勾踐歸越。
- 齊國攻晉，佔領鄗邑。

## 逝世
- 秦惠公，秦國君主（生年不詳）。
- 蔡昭侯
- 滕頃公
- 希波克拉底
- 頻毘娑羅